# Перкино (Рязанская область)
Перкино — село в Спасском районе Рязанской области. Административный центр Перкинского сельского поселения. 

## География
Село расположено примерно в 12 км к юго-западу от районного центра на левом берегу реки Проня. 

## История
Село Перкино впервые упоминается в писцовой книге князя Львова в 1629 году.
В 1905 году село являлось административным центром Перкинской волости Спасского уезда Рязанской губернии и имело 326 дворов при численности населения 2067 человек.
Рядом находится другое село - добрый Сот. Оно впервые упоминается в летописи, датируемой 1207 годом.
Во многих исторических документах упоминается в этом селе и церковь в честь Георгия Победоносца.
Деревянная церковь с колокольней была построена в 1760 г., а в 1821 году она была покрыта новым тесом на средства помещика Ивана Боленса. В 1881 г. в ней производились крупные работы по перестройке. Она была покрыта железом, под всем зданием был устроен каменный фундамент. Наружные стены были обшиты, а в 1887 году были расписаны стены.
К 1917 году при церкви было 40 десятин земли.
Дома для церковнослужителей были поставлены на их средства на церковной земле. Принадлежали им как собственность причта. К церкви была приписана одна часовня в д. Старостеклянная.
В приходе была церковно-приходская школа, размещавшаяся в казенном здании в с. Добрый Сот, учрежденная в 1886 г.
В 1939 году церковь была закрыта, а впоследствии полностью разрушена. В 2009 году начаты работы по восстановлению храма.

## Население
| 1859 | 1897  | 1906  | 2010 |
| ---- | ----- | ----- | ---- |
| 1215 | ↗1757 | ↗2067 | ↘472 |

## Транспорт и связь
К югу от села находится платформа Перкино Московской железной дороги на линии Рязань I — Рузаевка.
В селе Перкино имеется одноимённое сельское отделение почтовой связи (индекс 391091).